# Hamburg-Rahlstedt
Hamburg-Rahlstedt is de grootste wijk van het stadsdistrict Hamburg-Wandsbek van de stad Hamburg. Hij telt 92.511 inwoners.

## Geografie

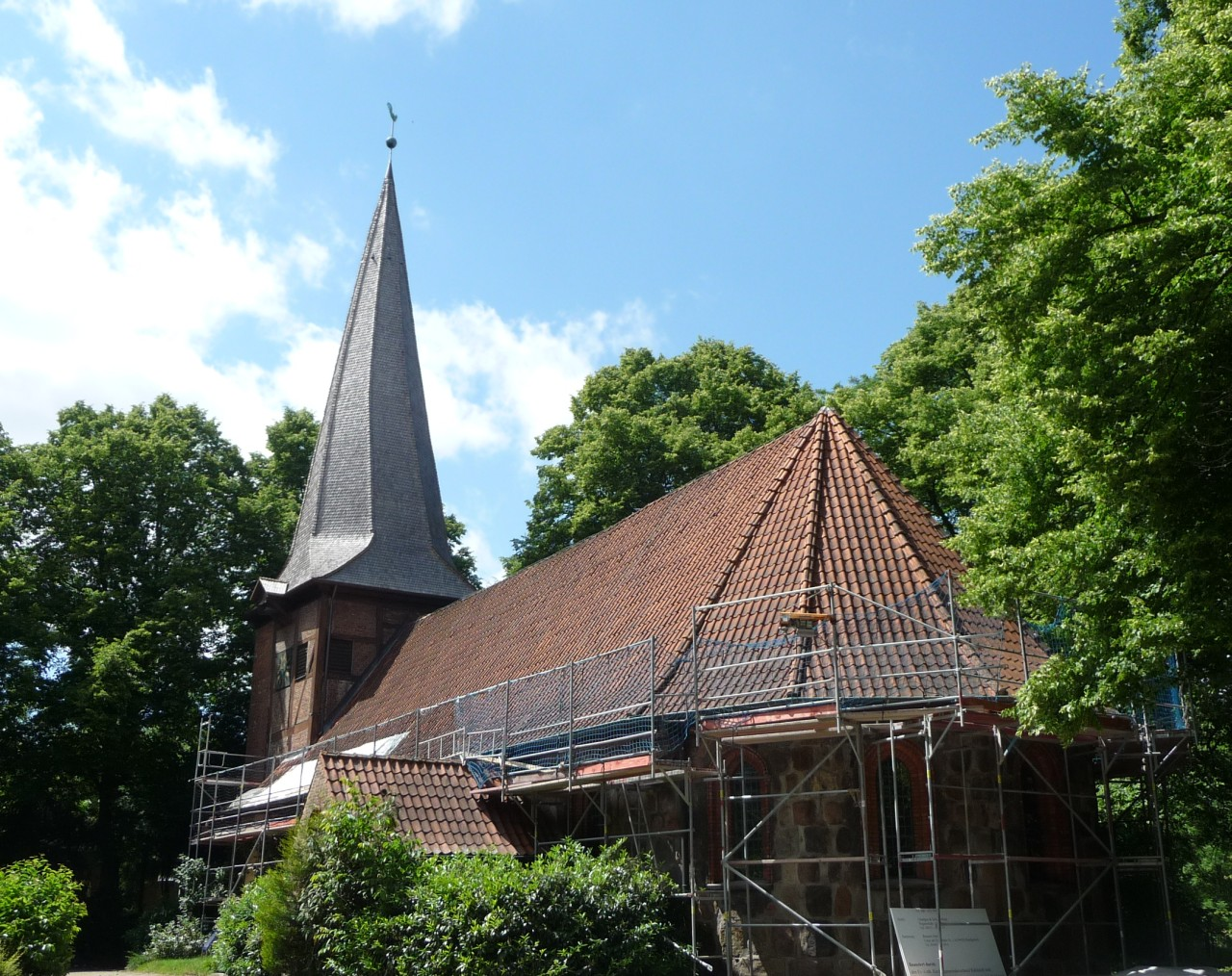
kerk van Alt-Rahlstedt

Rahlstedt ligt in het noordoosten van de stad, en grenst ook aan de Kreis Stormarn in Sleeswijk-Holstein. Het is verder opgedeeld in: Alt-Rahlstedt, Neu-Rahlstedt, Meiendorf, Oldenfelde, Hohenhorst en Großlohe.
De Wandse en haar zijriviertjes stromen door Rahlstedt.
In de natuurgebieden 'Stellmoorer Tunneltal' und 'Höltigbaum' zijn er sporen van de laatste ijstijd.

## Geschiedenis

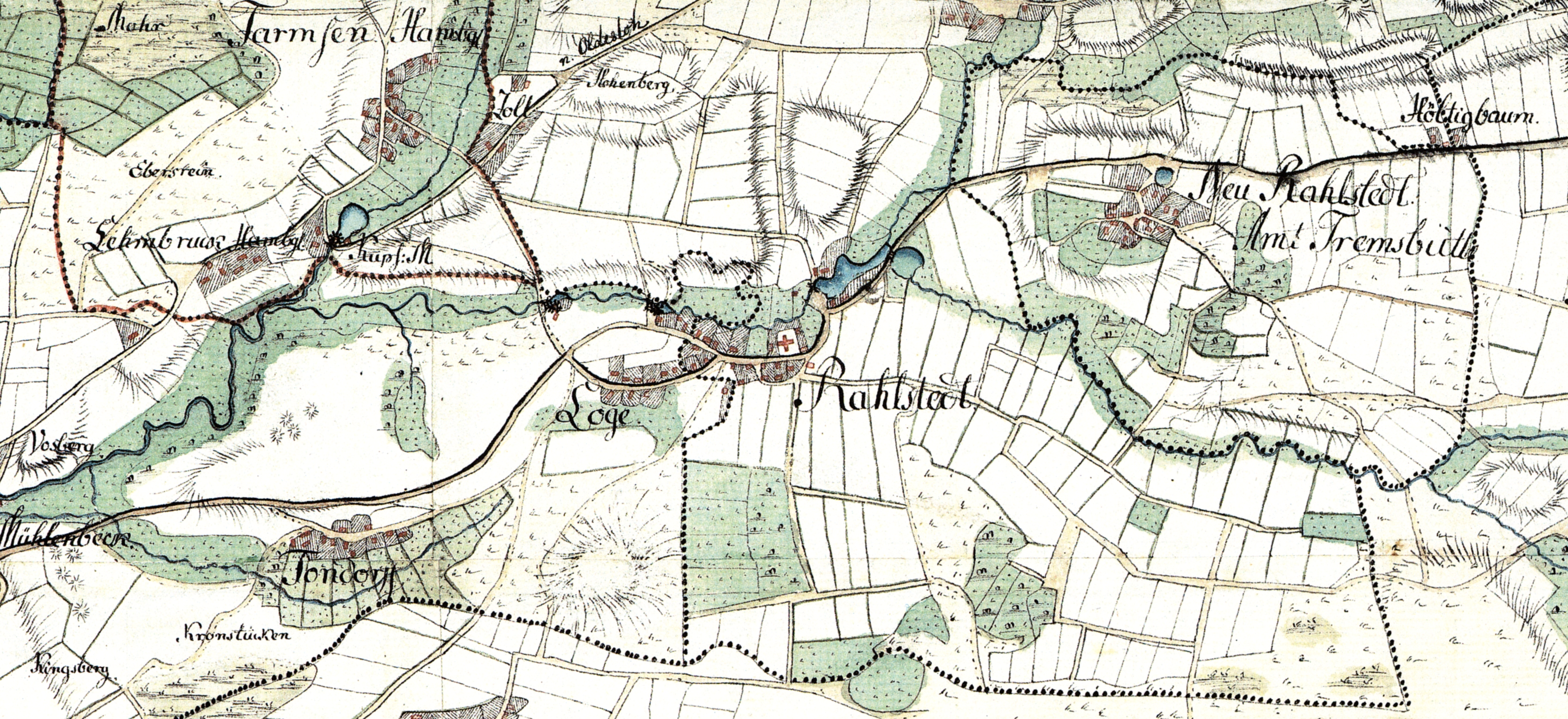
Rahlstedt in 1790

Voor het eerst vermeld in 1212, verwijst de naam naar een saksische nederzetting gesticht door een man genaamd Radolf.
Lang was Rahlstedt een deel van het Hertogdom Holstein dat tot Denemarken behoorde. In 1864 werd het bij Pruisen ingelijfd.
Rond de eeuwwisseling ontwikkelde Rahlstedt zich tot een geliefde voorstad met 'Gründerzeit'- en 'Jugendstil'villa's, die nog op vele plaatsen het beeld van de wijk mee bepalen.
In 1927 werd door een fusie met omliggende dorpen een Pruisische gemeente Rahlstedt gevormd, die in 1937 in haar geheel bij Hamburg werd ingelijfd.
Vanaf de jaren 1930 was het een belangrijke garnizoensstad met 3 kazernen en een oefenterrein. Deze waren tegen 1990 vrijwel alle opgedoekt. Een deel van het oefenterrein werd het natuurgebied Höltigbaum.

## Verkeer
In 1865 werd de Spoorlijn Lübeck - Hamburg geopend met een station in Rahlstedt.
Van 29 September 1904 tot 1961 vertrok vanaf dit station de elektrische smalspoorlijn Alt-Rahlstedt–Volksdorf ( vanaf 1907 tot Wohldorf ).
Een 20-tal buslijnen van het HVV bedienen de wijk.
Belangrijkste verkeersweg door Rahlstedt is de B75, die evenwel in 2015 gedeklasseerd werd.

## Bekende inwoners
- Detlev von Liliencron, Duits schrijver en dichter overleed er in 1909.

Bergstedt · Bramfeld · Duvenstedt · Eilbek · Farmsen-Berne · Hummelsbüttel · Jenfeld · Lemsahl-Mellingstedt · Marienthal · Poppenbüttel · Rahlstedt · Sasel · Steilshoop · Tonndorf · Volksdorf · Wandsbek · Wellingsbüttel · Wohldorf-Ohlstedt
- Gemeinsame Normdatei: 4425744-2
- Library of Congress Control Number: n88080680
- Nationale Bibliotheek van Israël: 987007564807005171
- Virtual International Authority File: 154874343